# 루이팡구

루이팡 구의 위치

루이팡구(한국어: 서방구, 중국어: 瑞芳區, 병음: Ruìfāng Qū)은 중화민국 신베이시의 구이다. 넓이는 70.7336km2이고, 인구는 2015년 8월 기준으로 40,982명이다.

## 지리
동쪽으로 궁랴오구, 서쪽으로 지룽시, 남쪽으로 솽시구, 핑시구, 북쪽으로 동중국해와 접한다.

## 역사
루이팡의 개발은 청말의 광서 연간으로 거슬러 올라간다. 그러나 철도가 개통하기 이전의 교통은 수운이 중심인 것에서 감평리(柑坪里)에 항구가 설치되어 타이완 동부의 중계지가 되었다.
루이팡이 비약적인 발전을 이룬 것은 청대에 금광이 발견되고 나서이다. 루이팡은 광산의 보급 기지로서의 역할이 주어졌다. 현재의 간핑 리(옛 이름 감자뢰)에는 금광으로 향하는 노동자 전용의 상점이 나란히 섰고 그 중 하나의 이름이 서방(瑞芳)이었다. 금광 노동자들이 감자뢰로 향하는 일을 '서방에 간다'라고 표현했던 것에서 이 일대가 서방으로 불리게 되었다.

## 교통
- 타이완 철로관리국 이란 선

## 주요 명소
- 허우퉁 고양이 마을

## 같이 보기
- 신베이시